# Beszamel

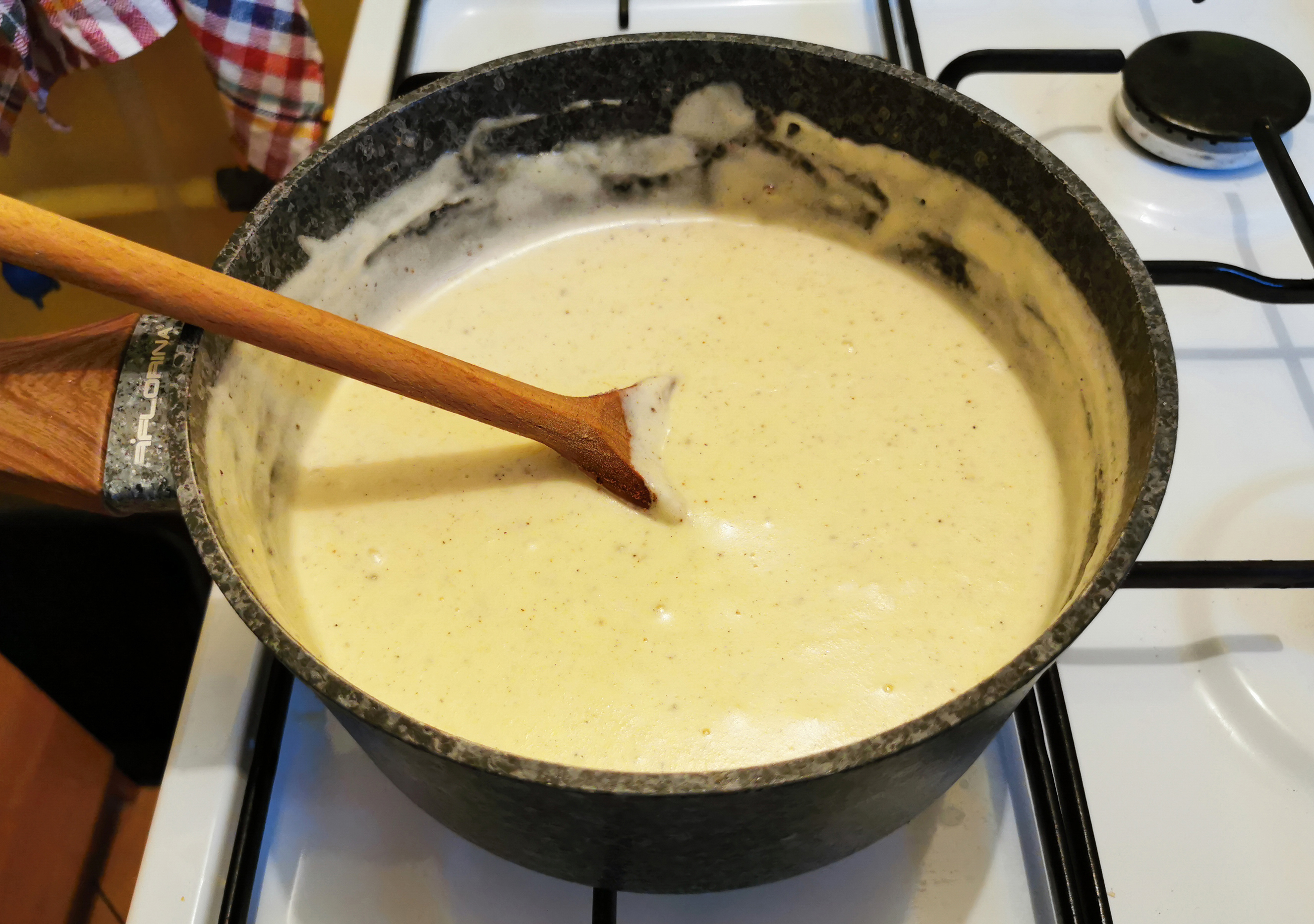
Sos beszamelowy

Beszamel (sos beszamelowy) – rodzaj sosu, przyrządzanego jako zasmażka z mąki na maśle, rozprowadzona mlekiem. Przyprawiany solą kuchenną, białym pieprzem, świeżo startą gałką muszkatołową i ewentualnie sokiem z cytryny. Należy do pięciu sosów bazowych w gastronomii.

## Historia receptury
Słowo beszamel pochodzi od nazwiska Louisa de Béchameil, markiza de Nointel – francuskiego wysokiego urzędnika na dworze Ludwika XIV, który rzekomo pracował nad wynalezieniem tej zasmażki kilkanaście lat. Według innej wersji, autorem przepisu na sos był François Pierre La Varenne, pochodzący z Burgundii szef kuchni na dworze króla Ludwika XIV. W jego książce kucharskiej „Le Cuisinier françois” z 1651, uważanej za fundament nowoczesnej gastronomii, wśród wielu prekursorskich przepisów, zamieścił recepturę na sos beszamelowy. Żywiąc wdzięczność i szacunek do markiza Louisa de Bechamel, który był hojnym mecenasem sztuki, La Varenne swojemu sosowi nadał nazwę beszamel.
Beszamel należał do czterech sosów bazowych kuchni francuskiej, których strukturę w XIX w. określił francuski szef kuchni Marie-Antoine Carême. Liczbę sosów bazowych uzupełnił do pięciu kucharz królów Auguste Escoffier i nazwał je „5 sosami matki”. Należą do nich: sos holenderski (majonezowy), sos demi-glace, sos beszamelowy, sos velouté, sos pomidorowy.

## Odmiany sosu beszamelowego
Sos beszamelowy we Francji odgrywa tę samą rolę, co sos pomidorowy we Włoszech. Początkowo przyrządzano go nieco inaczej. Podsmażano na maśle warzywa, łupiny z cebuli, wiosenną cebulkę i pietruszkę, a następnie dodawano śmietankę, sól, pieprz i gałkę muszkatołową. Obecny, uproszczony przepis (główne składniki to masło, mąka i mleko) zyskał popularność w wielu krajach. W anglosaskim kręgu kulturowym znany pod nazwą białego sosu. Wśród wielu współczesnych odmian beszamelu, w zależności od dodatkowych składników, można wyróżnić: 
- sos Cheddar – ze startym serem cheddar, sosem Worcestershire i musztardą;
- sos Crème – ze śmietaną kremówką;
- sos Mornay – ze szwajcarskim serem Gruyere lub parmezanem;
- sos Nantua – z masłem krewetkowym i śmietaną;
- sos Soubise – z podsmażoną i zmiksowaną cebulą[4].

Beszamel stosowany jest do zapiekanych dań makaronowych i ziemniaczanych oraz do polewania makaronów i warzyw. Używa się go do białych mięs. Stosuje się go jako dodatek do makaronów (lasagne, cannelloni), naleśników, pieczonych w piekarniku warzyw, mięs oraz ryb. Stanowi także bazę dla innych sosów.

## Beszamel wegański, bez laktozy i bezglutenowy
W sosie beszamelowym możliwa jest wymiana niepożądanych składników na substytuty. Masło należy zastąpić oliwą z oliwek lub innym olejem pochodzenia roślinnego. Zamiast mleka krowiego, stosuje się mleko sojowe, ryżowe, orzechowe lub migdałowe bez dodatku cukru, a nawet bulion warzywny. Dla uniknięcia glutenu w mące pszennej, można użyć mąki kukurydzianej, ryżowej, skrobi kukurydzianej lub ziemniaczanej.

## Wartości odżywcze
Porcja sosu beszamelowego przygotowana z 500 ml mleka, 50 g mąki, 50 g masła i łyżeczki soli zawiera 46 g tłuszczów, 60 g węglowodanów, 23 g białka, co stanowi około 740 kcal. W skład sosu beszamelowego wchodzą minerały: potas, wapń, witaminy: witamina A, witaminy z grupy B (witamina B1, B2, B3 i B5) oraz witamina D. Beszamel zawiera tłuszcze nasycone, które wpływają na zwiększenie poziomu cholesterolu we krwi. Sód działa niekorzystnie na układ krążenia.